# Взрыв и пожар на стадионе «Трудовые резервы»

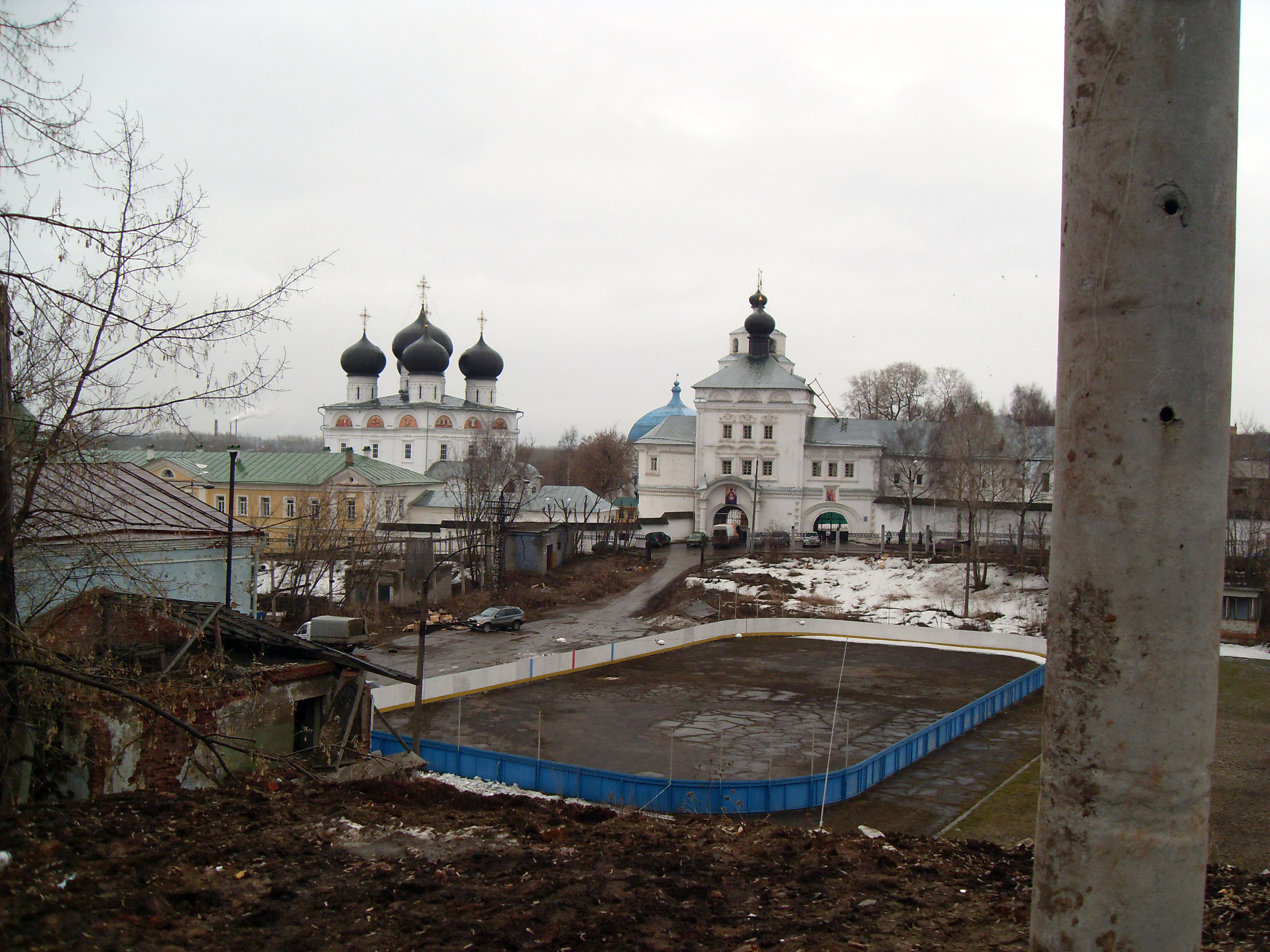
Северо-западная часть стадиона «Трудовые резервы», 2009 г.

Взрыв и пожар на стадионе «Трудовые резервы» — катастрофа в результате взрыва пиротехники в месте с массовым пребыванием людей, произошедшая в Кирове в 1968 году.
25 мая 1968 года на стадионе «Трудовые резервы» города Кирова произошел взрыв пиротехнических средств, приготовленных для театрализованного представления Московского театра массовых представлений «Есть на свете Москва». В результате погибли 39 человек: 11 школьников, 9 военнослужащих, 1 сотрудник милиции, 2 работника буфета, 2 работника стадиона, 3 артиста московского театра, 1 пиротехник, 10 зрителей. Кроме того, 11 человек получили тяжкие телесные повреждения, 21 — менее тяжкие, 40 — лёгкие повреждения.
Для участия в массовке представления привлекли местных жителей — студентов вузов, учащихся школ, военнослужащих. Батальные сцены планировалось сопроводить пиротехническими эффектами, а в конце должен был быть фейерверк. Театр прибыл в Киров с грузом пиротехнических изделий, рассчитанных на несколько десятков последующих представлений в других городах. Общий вес дымного пороха — около 200 кг, пиротехнических «звёздочек» — 900 кг. Пиротехнику складировали в деревянном двухэтажном административном корпусе стадиона.
Стадион был заполнен примерно наполовину, присутствовало около 5 тысяч человек. За 20 минут до начала представления, в 17 часов 40 минут в здании раздался взрыв. Здание загорелось. Балкон здания обвалился. Людей выбросило на поле. В дальнейшем раздался более мощный второй взрыв.
25-27 февраля 1969 года судебная коллегия по уголовным делам Верховного Суда РСФСР признала виновными и наказала директора Московского театра массовых представлений Петренко (2 года 6 месяцев лишения свободы), заведующего художественной частью театра Пайкина (1 год 6 месяцев), директора Ставропольского парка культуры и отдыха Поскрякова (2 года 6 месяцев), начальника Кировского городского отряда ВПО Новоселова (1 год исправительных работ), инспектора ВПЧ-2 г. Кирова Пестрикова (6 месяцев исправительных работ).
В 2011 году заслуженный юрист Российской Федерации Виталий Манылов представил книгу «Вся правда о взрыве на стадионе „Трудовые резервы“».